# 1-й авиационный корпус дальней бомбардировочной авиации
1-й авиационный корпус дальней бомбардировочной авиации (1 -й ак ДБА) — соединение Военно-Воздушных сил (ВВС) РККА, созданное для нанесения ударов в стратегической глубине обороны противника.

## Наименования корпуса
- 1-й авиационный корпус дальней бомбардировочной авиации

## Создание корпуса
1-й авиационный корпус дальней бомбардировочной авиации сформирован 05 ноября 1940 года

## Базирование
Корпус базировался на территории Ленинградского военного округа.

Штаб корпуса — Едрово.

## Преобразование корпуса
1-й авиационный корпус дальней бомбардировочной авиации расформирован 23 августа 1941 года в соответствии с принятием новой военной доктрины в области создания резервов ставки ВГК на основании Приказа НКО СССР № 0064 от 13 августа 1941 года

## В действующей армии
В составе действующей армии с 22 июня 1941 года по 18 августа 1941 года, всего 63 дня

## Командование
Командир корпуса
- генерал-майор авиации Изотов Владимир Иванович,  (11.01.1941 — 25.08.1941)

Начальник штаба корпуса
- полковник Кроленко Николай Иванович,  (11.01.1941 — 25.08.1941)[4]

## В составе объединений
| Объединение                    | Период                  |
| ------------------------------ | ----------------------- |
| авиация Резерва Ставки ВГК     | 05.11.1940 — 22.06.1941 |
| Дальнебомбардировочная авиация | 22.06.1941 — 18.08.1941 |

## Соединения, части и отдельные подразделения корпуса
- 40-я дальнебомбардировочная авиационная дивизия[5]
  - 7-й дальнебомбардировочный авиационный полк
  - 53-й дальнебомбардировочный авиационный полк
  - 200-й дальнебомбардировочный авиационный полк
- 51-я дальнебомбардировочная авиационная дивизия[5]
  - 100-й дальнебомбардировочный авиационный полк
  - 203-й дальнебомбардировочный авиационный полк
  - 221-й дальнебомбардировочный авиационный полк
  - 223-й дальнебомбардировочный авиационный полк
- 56-я авиационная дивизия (до 9 июля 1941 г.)[5]
  - 198-й истребительный авиационный полк (г. Великие Луки, боевой работы не вёл за отсутствием матчасти)[6]
  - 199-й истребительный авиационный полк (И-153, г. Великие Луки)[6]
  - 234-й истребительный авиационный полк (Медведь Ленинградской области (май 1941 года), июнь - Ярославль, боевой работы не вёл за отсутствием матчасти)[6] .

## Участие в операциях и битвах
- Приграничные сражения с 22 июня 1941 года по 29 июня 1941 года[7]
- Удары по уничтожению танковых колонн 56-го и 41-го механизированных корпусов немецкой армии с 25 июня 1941 года по 6 июля 1941 года[7]
- Смоленское сражение с 10 июля 1941 года по 7 августа 1941 года[7]
- Поддержка контрудара 11-й армии в районе города Сольцы с 14 июля 1941 года по 18 июля 1941 года[7]
- Поддержка контрударов Западного Фронта с 26 июля 1941 года по 28 июля 1941 года[7]